# Malancourt-la-Montagne
Pour les articles homonymes, voir Malancourt.
Malancourt-la-Montagne est un village et une ancienne commune française de la Moselle rattachée à la commune d’Amnéville en 1974.

## Géographie
Le village de Malancourt-la-Montagne se trouve sur la rive droite de l’Orne dans le pays messin, à 24 km au Nord-Ouest de Metz et à 12 km au Sud-Ouest d'Amnéville.
Situé à 349 mètres d'altitude, il est traversé par la route D54c.
Le territoire de Malancourt-la-Montagne n'est pas limitrophe de celui d'Amnéville, de ce fait Malancourt est une exclave d'Amnéville.

## Toponymie
- Mentions anciennes : Malandicurt (1130)[1], Malandicurtis (1139)[1], Molincourt (1343)[1], Mallencourt (xve siècle)[1], Molaincourt (1452)[1], Malancourt (1544)[1].
- En lorrain roman : Molinco[1].

## Histoire
Malancourt-la-Montagne est un village de l'ancien duché de Bar. La haute justice de ce village était au roi, mais la seigneurie foncière appartenait au chapitre de la cathédrale de Metz et mouvait de la châtellenie de Sancy.
Sur le plan spirituel, Malancourt était le siège d’une cure de l’archiprêtré de Rombas, qui dépendait de l’abbaye de Gorze et avait Montois-la-Montagne pour annexe.
Cette commune fut réunie à celle de Montois-la-Montagne de 1811 à 1894.
Le 1er janvier 1974, la commune de Malancourt-la-Montagne est rattachée à celle d'Amnéville sous le régime de la fusion simple.

## Population et société

### Démographie
En 1817 il y avait 230 habitants répartis dans 47 maisons. 
| 1793 | 1800 | 1806 | 1896 | 1901 | 1906 | 1911 | 1921 |
| ---- | ---- | ---- | ---- | ---- | ---- | ---- | ---- |
| 250  | 215  | 204  | 303  | 409  | 464  | 478  | 401  |

| 1926 | 1931 | 1936 | 1946 | 1954 | 1962 | 1968 | - |
| ---- | ---- | ---- | ---- | ---- | ---- | ---- | - |
| 490  | 589  | 575  | 502  | 604  | 615  | 614  | - |

### Enseignement
Les élèves de Malancourt-la-Montagne sont rattachés à l'académie de Nancy-Metz.
Le village dispose d'une école maternelle et d'une école élémentaire. Le collège public du secteur se trouve à Amnéville. Il s'agit du collège La Source. La plupart des élèves choisissent les établissements de Metz ou de Rombas pour aller au lycée.

## Économie
En 1817, ce village à un territoire productif de 413 ha dont 100 en bois et 8 en carrières et mines.
Au début du XXIe siècle, la carrière de Malancourt est toujours en activité.

## Culture locale et patrimoine

### Lieux et monuments
- La carrière de Jaumont qui s'étend sur les communes de Malancourt-la-Montagne, de Roncourt et de Saint-Privat-La-Montagne[6].
- Le musée de l’œuvre de Jaumont[7], exposant les œuvres du philosophe-sculpteur Antoine Dyduch.
- L'église catholique Saint-Martin, style classique, datant de 1838. Cet édifice a été construit sur une église du XIVe siècle et repose sur une crypte romane otonienne du XIIe siècle. Cette crypte abrite de nombreux trésors dont des pierres de sarcophages et vestiges gallo-romains, des supports d’autel et colonnes de style carolingien, des vitraux de Joseph Janin du musée de l'école de Nancy, une statue de Saint-Roch du XVIIe siècle, « Piéta » peinte sur toile par l’artiste Roger-Lucien Dufour[8]

### Personnalités liées à la commune
- Jean François Gautier (1769-1843), adjudant major capitaine, chevalier de la Légion d’honneur (1806), né à Malancourt[9].

### Héraldique
| Blason de Malancourt-la-Montagne | Blason  | De gueules à un dextrochère de carnation, vêtu d'azur, mouvant d'une nuée d'argent, tenant une épée du même garnie d'or, chapé d'azur chargé de deux bars adossés d'or. |
| Blason de Malancourt-la-Montagne | Détails | Sur le blason de Malancourt-la-Montagne figure une des armes du Chapitre de la cathédrale de Metz : l'épée de la décapitation de saint Paul et son patron. Les armes du Chapitre de la cathédrale désignent les deux pierres de la lapidation de saint Etienne, patron de la cathédrale de Metz et de la paroisse de Woippy, et l'épée de la décapitation de saint Paul. Comme celui de Malancourt-la-Montagne, les blasons des communes de Roncourt et de Jury ne présente pas les deux pierres. En revanche, dans une douzaine de communes (comme Hagondange, Montigny-lès-Metz, Rémilly, Argancy, Mécleuves, Fontoy...), la totalité des armes du Chapitre figurent exactement à l'identique sur chacun des blasons. |